# Sul de Pinhel
Sul de Pinhel (oficialmente: Agregação das Freguesias Sul de Pinhel) é uma freguesia portuguesa do município de Pinhel, com 40,82 km² de área e 360 habitantes (censo de 2021). A sua densidade populacional é 8,8 hab./km².

## História
Foi criada aquando da reorganização administrativa de 2012/2013, resultando da agregação das antigas freguesias de Gouveias e Pomares.

## Demografia
A população registada nos censos foi:
| Distribuição da População por Grupos Etários | Distribuição da População por Grupos Etários | Distribuição da População por Grupos Etários | Distribuição da População por Grupos Etários | Distribuição da População por Grupos Etários | Distribuição da População por Grupos Etários |
| -------------------------------------------- | -------------------------------------------- | -------------------------------------------- | -------------------------------------------- | -------------------------------------------- | -------------------------------------------- |
| Antes da agregação                           |                                              |                                              |                                              |                                              |                                              |
| Ano                                          | 0-14 anos                                    | 15-24 anos                                   | 25-64 anos                                   | >= 65 anos                                   | Total                                        |
| 2001                                         | 53                                           | 69                                           | 245                                          | 175                                          | 542                                          |
| 2011                                         | 40                                           | 31                                           | 222                                          | 141                                          | 434                                          |
| Após a agregação                             |                                              |                                              |                                              |                                              |                                              |
| Ano                                          | 0-14 anos                                    | 15-24 anos                                   | 25-64 anos                                   | >= 65 anos                                   | Total                                        |
| 2021                                         | 26                                           | 31                                           | 171                                          | 132                                          | 360                                          |